# Ежен Буден
 Ежен Буден  (фр. Eugène Boudin 12 липня. 1824 — 8 серпня, 1898) — французький художник. Вважається попередником французького імпресіонізму. Малював пейзажі, іноді — натюрморти. Один з вчителів Клода Моне.

## Життєпис
Народився в давньому портовому місті Онфлер, що в Нормандії. Художнє навчання опановував в місті Гавр, а пізніше в майстерні художника Ежена Ізабе, мариніста. Недовго навчався в Школі красних мистецтв в Парижі, що дало підстави вважати, що систематичної художньої освіти він не отримав.
Мав творчі зв'язки з представниками Барбізонської школи, користувався порадами її представників, серед яких Франсуа Мілле, Констан Тройон.
На художню манеру Ежена Будена мали вплив твори пейзажиста Йонкінда. Більшу частину життя провів в провінційних містах півночі Франції, подорожував по Італії, Бельгії, Голландії. З 1859 виставлявся в Салоні.
Визнання як художник отримав пізно. У 1892 отримав орден Почесного легіону.
Помер у 1898.
В місті Онфлер створено музей художника.

## Вибрані твори
- Гавань в Трувілі, 1863, Вашингтон, Нац.галерея
- Криноліни на пляжі в трувілі, 1869, приватна збірка
- Пляж в Трувілі, 1871, Музей образотворчих мистецтв імені Пушкіна, Москва
- Порт в Антверпені, 1872, Лувр, Париж
- Порт Бордо, 1874, Лувр, Париж
- Площа та церква Сант Вульфран, 1884, Музей Тиссена-Борнемісса, Мадрид
- Фортеця, Антіб.
- Гавр, Барк і човни, 1889
- Крейдові скелі в Етрета, 1890
- Вітрильники на Ганд каналі у Венеції, 1895
- Пьяцетта Сан Марко в Венеції, 1895
- Вітрильники в Довілі, 1896

## Обрані твори (галерея)

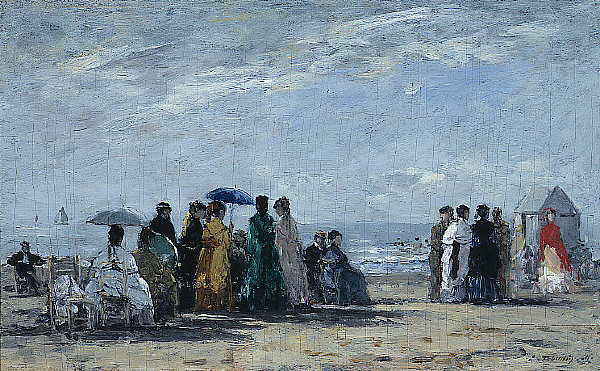
«Пляж в Трувілі», 1869, Художній музей, Сент-Луїс, Міссурі, США
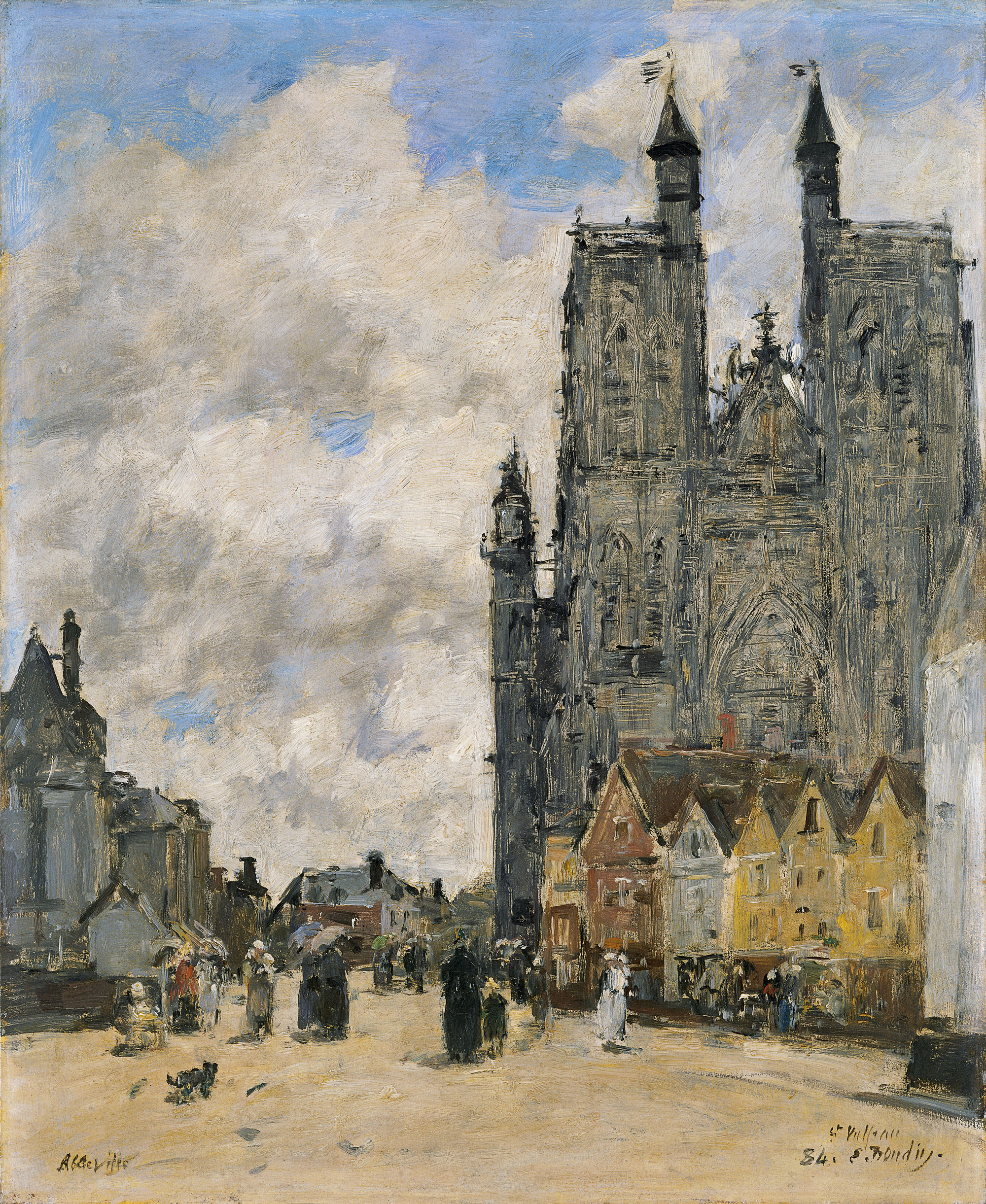
«Площа та церква Сант Вульфран», 1884, Музей Тиссена-Борнемісса, Мадрид
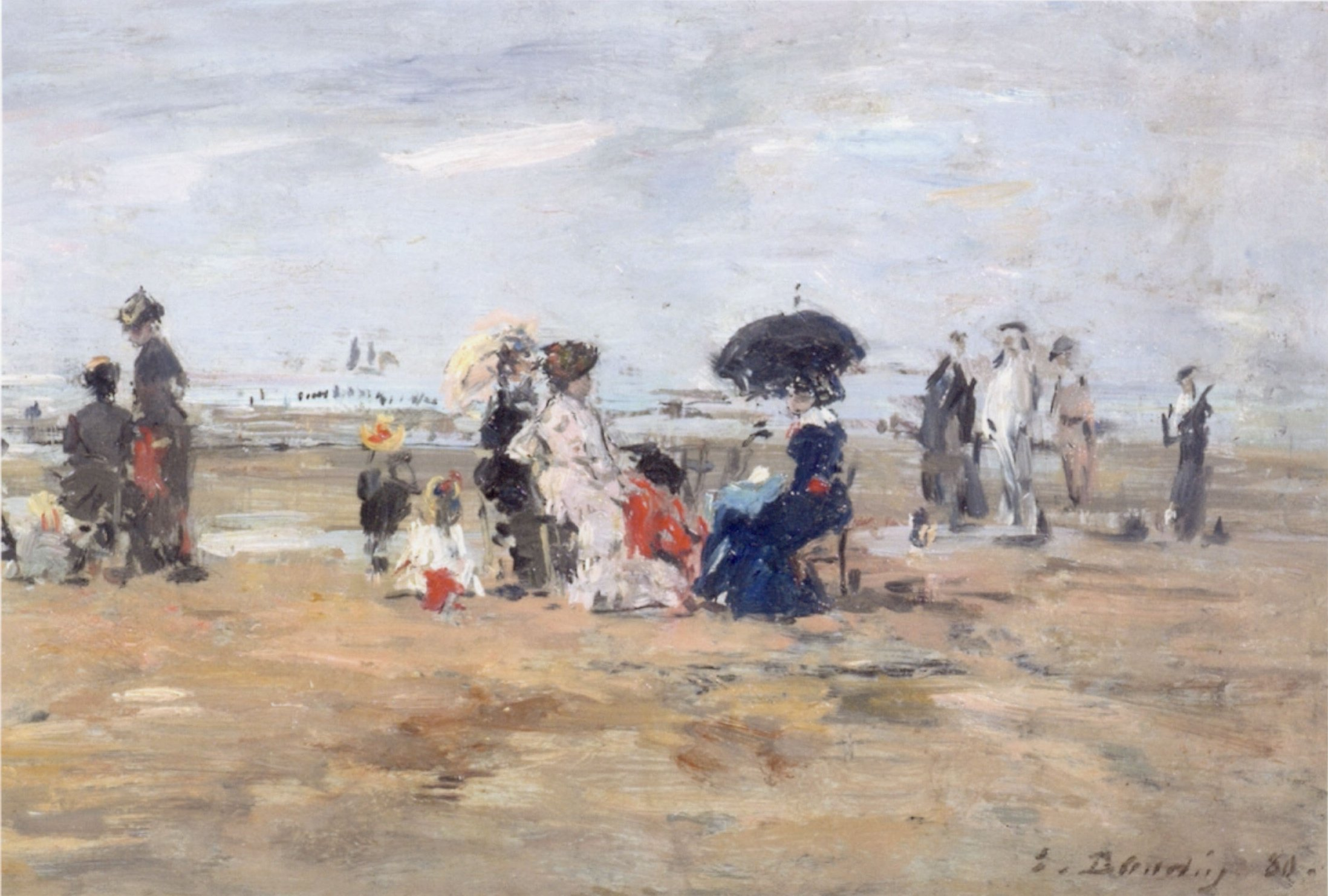
«Сцена на пляжі», 1880
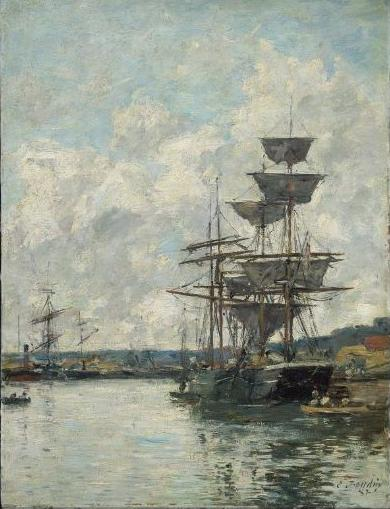
«Вітрильник в Гаврі», 1887
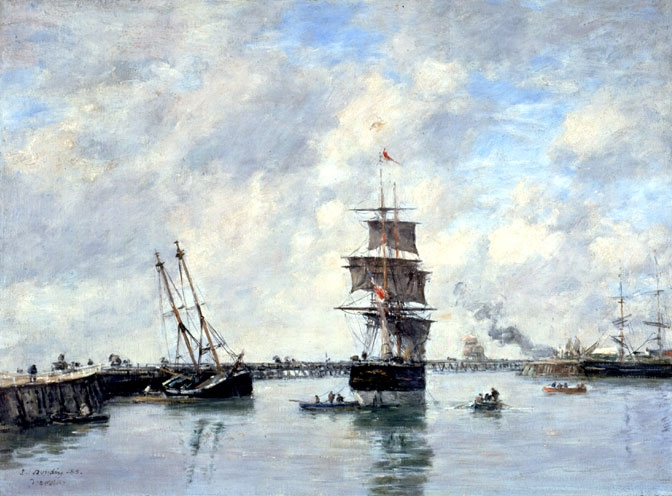
«Трувіль, причали, висока вода», 1885, Музей образотворчого мистецтва, Ренн, Франція
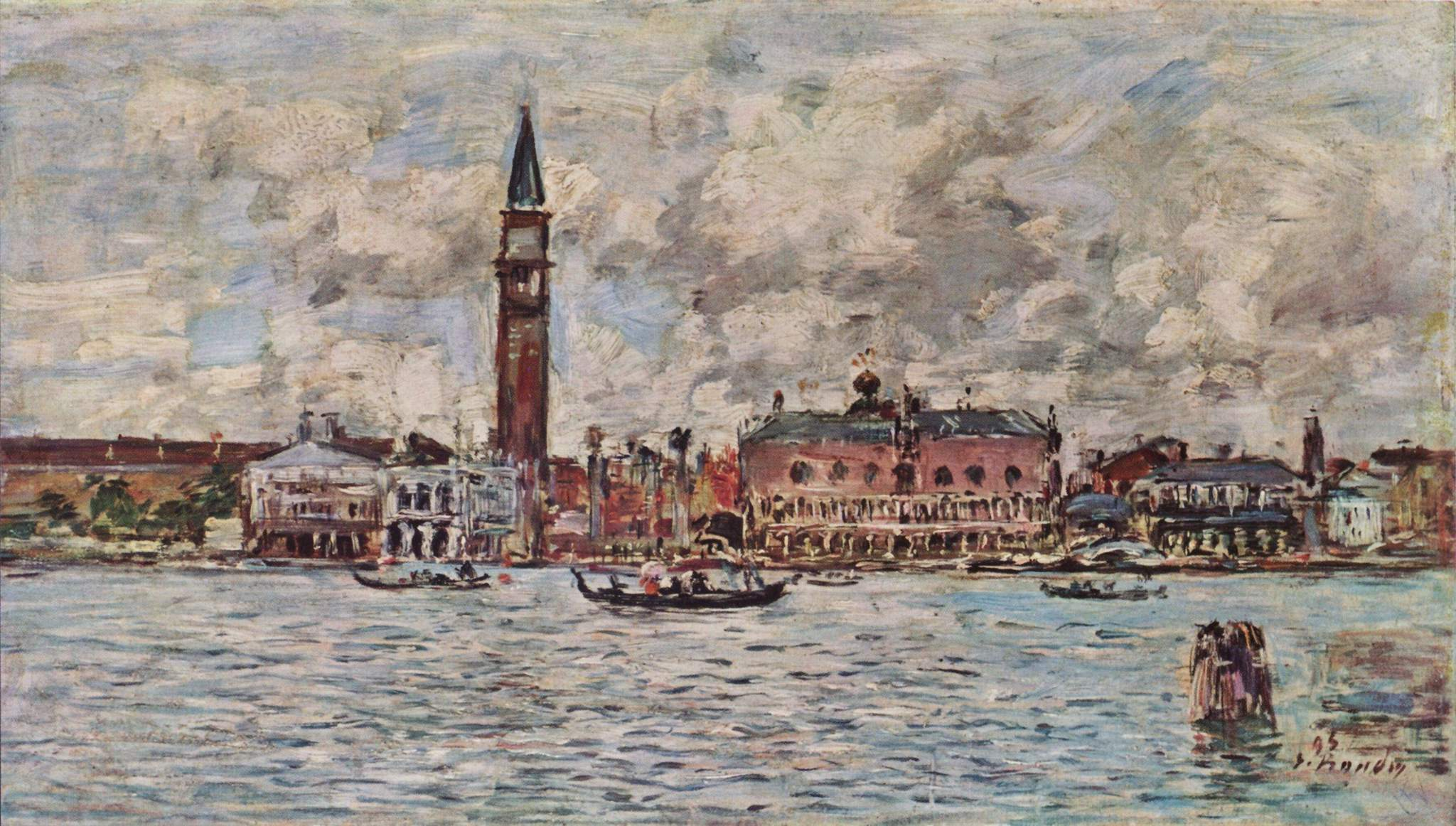
«Пьяцетта Сан Марко в Венеції», 1895